# シュメール語電子コーパス

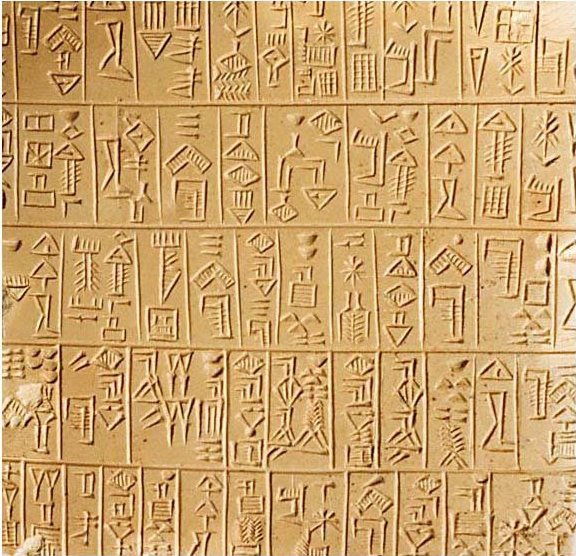
シュメール語の楔形文字。紀元前26世紀頃。

シュメール語電子コーパス（シュメールごでんしコーパス、ETCSL : Electronic Text Corpus of Sumerian Literature）は、オックスフォード大学東洋研究所を拠点とするプロジェクト（プロジェクトは既に終了した）によって作成された、シュメール文学のテキストと翻訳のオンライン・デジタルライブラリーである。

## 解説
このプロジェクトのウェブサイトには、「紀元前3000年後半から2000年初頭に古代メソポタミア（現在のイラク）でシュメール語で書かれた400以上の文学作品」の「シュメール語テキスト、英語の散文翻訳、書誌情報」が含まれている。閲覧と検索が可能で、音訳、複合テキスト、シュメール文学の参考文献、固有名詞と文学形式の綴り規則のガイドが含まれている。このプロジェクトの目的は、シュメール文学を読みたい人や研究したい人がシュメール文学に簡単にアクセスできるようにし、より幅広い人々に知ってもらうことにあった。
このプロジェクトは1997年にジェレミー・ブラックによって設立され、オックスフォード大学の東洋研究所を拠点としている。この研究は、大学とレバーフルム信託財団および英国芸術・人文科学研究委員会から資金提供を受けた。このプロジェクトには、オックスフォードのオール・ソウルズ・カレッジ、イギリス学士院、ハンガリー科学研究基金（OTKA）、ハンガリー科学アカデミーなど、他のさまざまな団体が関与している。このプロジェクトの貢献者には、グラハム・カニンガム、エレノア・ロブソン、ガボール・ゾリョミ（Gabor Zolyomi）、ミゲル・シビル（Miguel Civil）、ベント・アルスター（Bendt Alster）、ヨアヒム・クレヒャー（Joachim Krecher）、ピョートル・ミシャロウスキー（Piotr Michalowski）が含まれる。シカゴ大学とペンシルベニア大学の他の図書館は現在、略語に関しては通常、ETCSLに従っている。プロジェクトへの資金提供は終了し、2006 年に閉鎖されたが、Webサイトはまだ利用可能である。

## 出版物
- J.A. Black, et al., The Literature of Ancient Sumer, Oxford University Press, 2004.
- J. Ebeling and G. Cunningham (eds.), Analysing Literary Sumerian: Corpus-Based Approaches, London: Equinox, 2007.